# Batah Timur
Batah Timur is een bestuurslaag in het regentschap Bangkalan van de provincie Oost-Java, Indonesië. Batah Timur telt 2961 inwoners (volkstelling 2010).